# 奥恩
奥恩是德国莱茵兰-普法尔茨州的一个市镇。总面积2.71平方公里，总人口209人，其中男性108人，女性101人（2011年12月31日），人口密度77人/平方公里。